# District d'Hyderabad (Inde)
Pour l’article homonyme, voir District d'Hyderabad (Pakistan).
Le district d'Hyderabad (télougou : హైదరాబాదు జిల్లా, ourdou : حيدراباد زيلا) est un district situé dans l'état du Télangana.

## Géographie
Son chef-lieu est Hyderabad.
Au recensement de 2011, sa population était de 3 943 323 habitants pour une superficie de 217 km2.

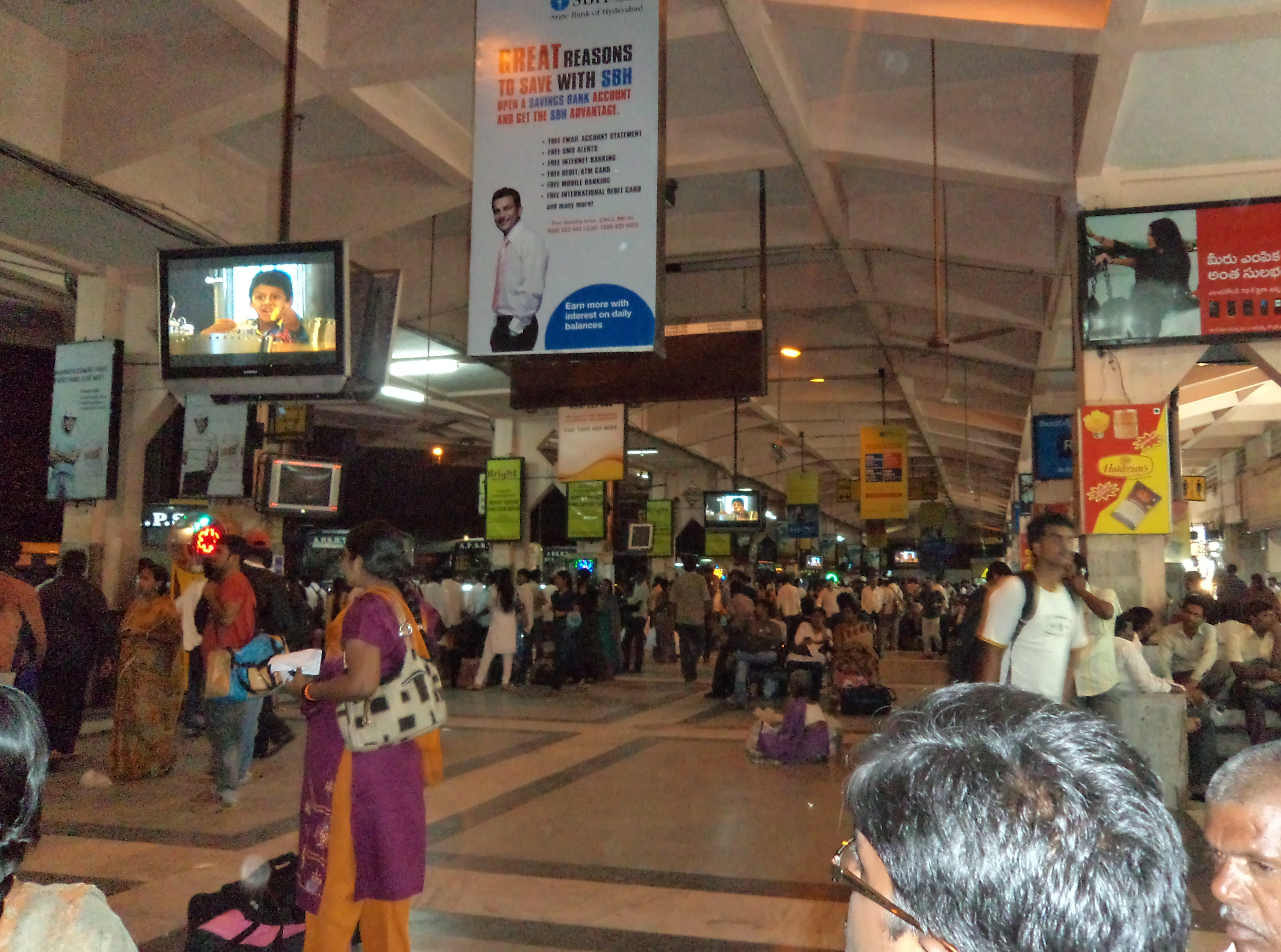
La gare routière d'Hyderabad.